# Avusrennen 1934
Avusrennen 1934 je bila neprvenstvena dirka za Veliko nagrado v sezoni 1934. Odvijala se je 27. maja 1934 na nemškem dirkališču AVUS v okolici Berlina.

## Poročilo

### Pred dirko
Zaskrbljen zaradi zmag največjega rivala Achilla Varzija, se je Tazio Nuvolari kljub nogi v mavcu odločil nastopiti na tej dirki. Pedala v njegovem dirkalniku je imel prestavljane tako, da je vse dosegel z levo nogo. To bi morala biti debitanska dirka tako za Auto Union kot tudi Mercedes-Benz, toda slednje moštvo se je umaknilo po težavah s črpalko za gorivo na prostih treningih, in močno razočaralo domače gledalce. Rudolf Caracciola je poskusil dirkati na treningu, a ga je poškodovan kolk še preveč bolel. 

### Dirka
Pred ogromno množico gledalcev, ki so si prišli pogledat debi nemških dirkalnikov, je v dežju najbolje štartal Hans Stuck, ki je imel po prvem krogu že minuto prednosti pred Louisom Chironom. Iz boksov so Guyu Mollu sporočili naj pospeši, ker se je steza sušila, in v četrtem krogu je prehitel Varzija, nato pa v sedmem krogu še Chirona. Stuck je še povečeval prednost in imel v desetem krogu, ko je zapeljal na postanek v bokse po nove pnevmatike, že skoraj minuto in pol prednosti. S tem je vodstvo prevzel Moll, Stuck pa je dva kroga kasneje odstopil zaradi okvare sklopke. Moll je tako brez težav prišel do pomembne zmage z minuto in pol prednosti pred moštvenim kolegom Varzijem, tretji pa je bil August Momberger, najboljši nemški dirkalnik, kar še zdaleč ni zadovoljilo številnih gledalcev, toda novi Auto Union Typ A se je izkazal za obetaven dirkalnik. Earl Howe je osvojil četrto mesto, Nuvolari pa z nogo v mavcu peto.

## Rezultati

### Dirka
| Poz | Št | Dirkač                  | Moštvo                     | Dirkalnik         | Krogi | Čas/Odstop      | Št. m. |
| --- | -- | ----------------------- | -------------------------- | ----------------- | ----- | --------------- | ------ |
| 1   | 64 | Guy Moll                | Scuderia Ferrari           | Alfa Romeo P3     | 15    | 1:26:03,0       | 13     |
| 2   | 60 | Achille Varzi           | Scuderia Ferrari           | Alfa Romeo P3     | 15    | + 1:27,3        | 6      |
| 3   | 46 | August Momberger        | Auto Union AG              | Auto Union A      | 15    | + 1:45,3        | 11     |
| 4   | 48 | Earl Howe               | Privatnik                  | Maserati 8CM      | 15    | + 9:15,3        | 1      |
| 5   | 50 | Tazio Nuvolari          | Privatnik                  | Maserati 8CM      | 15    | + 13:06,0       | 8      |
| 6   | 68 | Paul Pietsch            | Privatnik                  | Alfa Romeo Monza  | 15    | + 18:26,2       | 3      |
| Ods | 42 | Hans Stuck              | Auto Union AG              | Auto Union A      | 12    | Sklopka         | 4      |
| Ods | 62 | Louis Chiron            | Scuderia Ferrari           | Alfa Romeo P3     | 9     | Črpalka za olje | 2      |
| Ods | 44 | Hermann zu Leiningen    | Auto Union AG              | Auto Union A      | 7     | Hladilnik       | 9      |
| Ods | 66 | Peter de Paolo          | Privatnik                  | Miller            | 5     |                 | 7      |
| Ods | 52 | Eugenio Siena           | Privatnik                  | Maserati 8C       | 3     |                 | 14     |
| DNS |    | Rudolf Caracciola       | Daimler-Benz AG            | Mercedes-Benz W25 |       | Umik            |        |
| DNS |    | Manfred von Brauchitsch | Daimler-Benz AG            | Mercedes-Benz W25 |       | Umik            |        |
| DNS |    | Luigi Fagioli           | Daimler-Benz AG            | Mercedes-Benz W25 |       | Umik            |        |
| DNA |    | Hans Rüesch             | Privatnik                  | Maserati 8CM      |       |                 |        |
| DNA |    | Goffredo Zehender       | Officine Alfieri Maserati  | Maserati 8CM      |       |                 |        |
| DNA |    | Piero Taruffi           | Officine Alfieri Maserati  | Maserati 8CM      |       |                 |        |
| DNA |    | Robert Benoist          | Automobiles Ettore Bugatti | Bugatti T51       |       |                 |        |
| DNA |    | Antonio Brivio          | Automobiles Ettore Bugatti | Bugatti T59       |       |                 |        |
| DNA |    | René Dreyfus            | Automobiles Ettore Bugatti | Bugatti T59       |       |                 |        |
| DNA |    | Jean-Pierre Wimille     | Automobiles Ettore Bugatti | Bugatti T59       |       |                 |        |